# Górkaia Balka (Stàvropol)
|  | Per a altres significats, vegeu «Górkaia Balka». |

Górkaia Balka (en rus: Горькая Балка) és un poble (un khútor) del krai de Stàvropol, a Rússia, que el 2017 tenia 2.312 habitants. Pertany al districte rural de Zelenokumsk.